# Troussures
Troussures foi uma comuna francesa na região administrativa de Altos da França, no departamento de Oise. Estendia-se por uma área de 5,18 km². Em 2010 a comuna tinha 189 habitantes (densidade: 36,5 hab./km²).
Em 1 de janeiro de 2016, passou a formar parte da comuna de Auneuil.